# Roly Serrano
Rolando Serrano (Guachipas, Salta; 8 de abril de 1955) conocido artísticamente como Roly Serrano, es un actor y titiritero argentino.

## Biografía
Nació en Guachipas,
un pueblito de unos 600 habitantes
a 115 km al sur de la capital de la provincia de Salta.
A los cinco meses fue abandonado por su madre (de apellido Rodríguez).
Fue llevado a la ciudad de Salta, donde pasó una infancia difícil ya que entre los 7 y 13 años vivió con unos tíos que lo maltrataban:

Hubo una etapa nefasta, que fue cuando a mis hermanas y a mí nos criaron unos tíos tremendos, que eran nuestros tutores. Nos habían dicho que mi madre se había muerto, cosa que era mentira, y que nos teníamos que ir con ellos por nuestro bien. Yo sufrí mucho maltrato en esa casa y me transformé en un rebelde con causa.
Roly Serrano

En 1968, a los 13 años de edad, se escapó de esa casa, y pasó a vivir en la calle y en lugares de paso, donde varias personas lo ayudaron. Contó que nadie daba un peso por él, pero que gracias al arte actoral, comenzó a desarrollar una faceta que tenía escondida hace mucho. Su vida dio un vuelco cuando, haciéndose cargo de su vocación, se juntó con grupos artísticos y comenzó a estudiar teatro: «Cuando vivía en la calle pensaba que convertirme en actor era la posibilidad de ser otro, de transportarme. En la calle tenés que ser un camaleón y jugar con las personalidades porque eso te puede salvar la vida. Después descubrí que el juego actoral no es más que eso», afirmó en una entrevista.
En 1976, el servicio militar obligatorio lo llevó a vivir en Córdoba. Cuando salió ya se encontraba gobernando la última dictadura cívico-militar argentina, y comenzó a militar en el por entonces prohibido Partido Comunista.
En 1981 se mudó desde Córdoba a Buenos Aires, donde estudió teatro, becado por Rubens Correa en su escuela La Barraca. También trabajó como chofer.
Ese mismo año comenzó a trabajar en el recién creado grupo y movimiento artístico Teatro Abierto, en el que se desempeñó como maquinista. Sobre su vida en esos años dijo: «Me vi los ensayos de todas las obras. Ese fue el curso más groso de teatro que hice».
Con Rubens Correa, Tito Cossa y Diego Peretti refundaron el Teatro del Pueblo.

Un amigo me contó que una directora salteña buscaba un actor. Y fui. Me hicieron una prueba donde debía indignarme porque le tocaban el culo a Silvia Fernández Barrio. Quedé como protagonista y fuimos a filmar a Guachipas, el pueblo donde nací. Lo llevé a mi papá, que también hizo un personaje. Me pagaban el viático y dos mangos. El corto era Rey muerto y la directora, Lucrecia Martel. Desde ese momento trabajé sin parar en cine.
Roly Serrano

## Filmografía[4]
| Año  | Película                                                | Personaje               |
| ---- | ------------------------------------------------------- | ----------------------- |
| 1985 | Prontuario de un argentino                              |                         |
| 1992 | ¿Dónde estás amor de mi vida que no te puedo encontrar? | Oscar                   |
| 1995 | Rey Muerto (cortometraje)                               |                         |
| 1997 | Bajo bandera                                            | Cabo Benamino           |
| 1997 | Plaza de almas                                          | Conductor de TV         |
| 1997 | Un crisantemo estalla en cinco esquinas                 | Cachao                  |
| 1998 | Cohen vs. Rosi                                          | Guardaespaldas          |
| 1998 | Mala época                                              | Gutiérrez               |
| 1999 | El amateur                                              | Julio                   |
| 1999 | Río escondido                                           | Hombre de la biblioteca |
| 1999 | Alma mía                                                | "Leche Hervida"         |
| 1999 | Esa maldita costilla                                    | Julio                   |
| 1999 | Garage Olimpo                                           | Escribano               |
| 1999 | Mundo grúa                                              | Walter                  |
| 1999 | El visitante                                            | Bartolomeo              |
| 2000 | Nueve reinas                                            | Castrito                |
| 2000 | El amor y el espanto                                    | Alejandro Villari       |
| 2000 | El camino                                               | Alfredo                 |
| 2000 | Los hombres que ríen (mediometraje)                     |                         |
| 2001 | Testigos ocultos                                        | Sandro                  |
| 2003 | Cleopatra                                               | Mozo de la Parrilla     |
| 2003 | El polaquito                                            | "El rengo"              |
| 2003 | Los esclavos felices                                    | Gómez                   |
| 2004 | Erreway: 4 caminos                                      | Benito                  |
| 2004 | No sos vos, soy yo                                      | Etchepare               |
| 2004 | Buenos Aires 100 kilómetros                             | Corcho                  |
| 2004 | El color de los sentidos                                | Benavides               |
| 2004 | Historias breves IV                                     |                         |
| 2004 | Partiendo átomos                                        | Aníbal                  |
| 2004 | Te llevo en la sangre (cortometraje)                    |                         |
| 2005 | La demolición                                           | Raúl Escobar            |
| 2006 | 1 peso, 1 dólar                                         | Guillermo               |
| 2006 | El ratón Pérez                                          | El rata (Voz)           |
| 2006 | Visitante de invierno                                   | Candido                 |
| 2006 | Ropa sucia (cortometraje)                               | Técnico                 |
| 2007 | El niño de barro                                        | Blas                    |
| 2007 | Maradona, la mano de Dios                               | Don Diego               |
| 2007 | Martín Fierro: la película                              | Gaucho Matrero (Voz)    |
| 2008 | La extranjera                                           | Marcelo                 |
| 2008 | Fin de tregua (cortometraje)                            |                         |
| 2009 | Campo Cerezo                                            | Armando                 |
| 2009 | El hombre que corría tras el viento                     | Alfonsini               |
| 2011 | El dedo                                                 | Don torres              |
| 2011 | Muerto (cortometraje)                                   |                         |
| 2011 | Acción de policías                                      | Policía                 |
| 2012 | De martes a martes                                      | Carlos Biomecánica      |
| 2013 | La boleta                                               | Nino                    |
| 2013 | Las Garibaldi: la película                              | Antonio                 |
| 2014 | Señales                                                 | Comisario Molina        |
| 2014 | Payada pa' Satán (cortometraje)                         | La payada (Voz)         |
| 2015 | Youth                                                   | Maradona                |
| 2015 | El cielo del centauro                                   | Baltasar                |
| 2015 | Lo que no se perdona                                    | Gustavo                 |
| 2015 | El cruce de la pampa                                    | Dr. Villafañe           |
| 2015 | La sangre del gallo                                     | Miguel                  |
| 2016 | 8 tiros                                                 | Intendente              |
| 2016 | Gilda, no me arrepiento de este amor                    | "El Tigre" Almada       |
| 2018 | El jardín de la clase media                             | Pocho Grañas            |
| 2018 | Diez menos                                              | Ramon                   |
| 2018 | Capitán Menganno                                        | Comisario Estévez       |
| 2019 | El kiosco                                               | Charly                  |
| 2021 | Quemar las naves                                        | Comisario Benítez       |
| 2021 | Santa                                                   | Tony                    |
| 2023 | Los bastardos                                           | Don Gutiérrez           |

## Obras teatrales[5]
- Paula
- Venecia
- El enterrador
- Chúmbale
- Olivo
- Espacio abierto
- Áryentains
- Áryentains 2
- Relojero
- Toque de queda
- Patillas y miriñaques
- Luna gitana
- Los locos de la Reina
- El bar y la novia
- Feliz caño nuevo
- Casa Valentina
- Dos velas
- Che Madam
- Burundanga
- Si la cosa Funciona
- Tres Alpinos
- Rotos de Amor

## Televisión[6]
| Año         | Título                            | Personaje                  | Notas                                        |
| ----------- | --------------------------------- | -------------------------- | -------------------------------------------- |
| 1992        | Cuentos de Borges                 | Cipriano                   | Reparto                                      |
| 1994        | Nueve lunas                       | Manuel                     | Reparto                                      |
| 1997        | Laberinto sin ley                 |                            | Reparto                                      |
| 1998        | Mi familia es un dibujo           | Ángel                      | Reparto                                      |
| 1998        | Laura y Zoe                       |                            | Reparto                                      |
| 1999        | Por el nombre de Dios             | Pedro                      | Elenco principal                             |
| 1999        | Campeones de la vida              | Venancio                   | Participación                                |
| 1999        | Cabecita                          | Fito                       | Reparto                                      |
| 2000        | Tiempo Final                      | Varios personajes          | Varios episodios                             |
| 2001        | El Hacker 2001                    | Claudio                    | Participación                                |
| 2002        | Franco Buenaventura, el profe     | Hernán "El Panza" Libonati | Coprotagonista                               |
| 2002        | Los simuladores                   | Matón                      | Episodio: "Diagnóstico rectoscópico"         |
| 2002        | Tumberos                          | Celador Galtieri           | Coprotagonista                               |
| 2003        | Disputas                          | Ramon "Raymond"            | Coprotagonista                               |
| 2003        | Soy gitano                        | Antonio                    | Participación                                |
| 2004        | Jesús, el heredero                | Santino                    | Recurrente                                   |
| 2004        | Videomatch                        | El mismo                   | Participación en Cámara Oculta               |
| 2004        | Historias de sexo de gente común  | Emiliano                   | Participación                                |
| 2005        | Criminal                          | Walter                     | Elenco secundario                            |
| 2005        | Numeral 15                        | Raul                       | Episodio: "Ringtone"                         |
| 2006        | Gladiadores de Pompeya            | Orlando Taboada            | Participación                                |
| 2006        | El tiempo no para                 | Juan Carlos Prieto         | Recurrente                                   |
| 2006        | Mujeres asesinas                  | Padre de Andrea            | Episodio: "Andrea, bailantera"               |
| 2006        | Hermanos y detectives             | Gonzalo Leguizamón         | Episodio: "La única heredera"                |
| 2006        | Casados con hijos                 | José María Salvino         | Episodio: "El imperfecto asesino"            |
| 2007        | El hombre que volvió de la muerte | Matos                      | Participación                                |
| 2007        | Los cuentos de Fontanarrosa       | Gordo                      | Elenco principal                             |
| 2007        | Dirigeme: la venganza             | El jefe                    | Reparto                                      |
| 2008        | Por amor a vos                    | Plácido Domínguez          | Elenco secundario                            |
| 2009        | Herencia de amor                  | Amilcar Reyes              | Participación                                |
| 2011        | Un año para recordar              | Armando                    | Participación                                |
| 2011        | Tiempo de pensar                  | Claudio                    | Episodio: "Me desentiendo con mi hijo"       |
| 2012        | Cuestión de peso                  | El mismo                   | Invitado                                     |
| 2012        | Sos mi hombre                     | Alfio Altúnez              | Participación                                |
| 2012        | Mi problema con las mujeres       | Cliente de supermercado    | Participación                                |
| 2013        | Combatientes                      | Sargento                   | Reparto                                      |
| 2013        | Farsantes                         | Juan Carlos Muñoz          | Recurrente                                   |
| 2013        | Aliados                           | Morales                    | Recurrente                                   |
| 2014        | La celebración                    | Carlos                     | Episodio: "La Boda"                          |
| 2015        | El mal menor                      | Lucho                      | Episodio: "Ramiro"                           |
| 2017        | Animadores                        | El mismo                   | Episodio 4                                   |
| 2018        | Pasado de Copas: Drunk History    | Blas Parera                | Episodio: "La historia del himno nacional"   |
| 2018 – 2019 | El Marginal                       | "Sapo" Quiroga             | Antagonista (Temp 2), Participación (Temp 3) |
| 2019        | Broder                            | Soria                      | 1 episodio                                   |
| 2021        | Entre hombres                     | Colocci                    | Elenco secundario                            |
| 2021-2022   | La 1-5/18                         | Emanuel García             | Elenco secundario                            |
| 2022        | Iosi, el espía arrepentido        | Ministro Aquino            | 2 episodios                                  |

## Premios y nominaciones[5]
- Premios ACE (en dos oportunidades).
- Premio Florencio Sánchez
- Premio María Guerrero (nominado).
- Premio Trinidad Guevara (nominado).
- Premio Cóndor de Plata (nominado como mejor actor de reparto, por El polaquito, en 2003, y El Visitante en 1999).
- Martín Fierro 2019 (el marginal 2) - Ganador por mejor actor de reparto.

## Vida personal
En 2004, su esposa Claudia falleció víctima de leucemia. El hijo de ella vive con él.
Desde el año 2012 estuvo en tratamiento por su obesidad en la clínica del Dr. Alberto Cormillot.